# Biegi narciarskie na Zimowych Igrzyskach Olimpijskich 2006 – sztafeta sprinterska mężczyzn
Sprint drużynowy mężczyzn techniką dowolną został przeprowadzony 14 lutego. Zawody odbywały się na trasach w Pragelato, a przystąpiło do nich 50 zawodników z 25 państw. Mistrzostwo olimpijskie w tej konkurencji zdobyła drużyna Szwecji w składzie: Thobias Fredriksson i Björn Lind.

## Wyniki

### Półfinały
Półfinał 1
| Pozycja | Kraj       | Zawodnicy                              | Czas    | Uwagi |
| ------- | ---------- | -------------------------------------- | ------- | ----- |
| 1       | Szwecja    | Thobias Fredriksson Björn Lind         | 17:34,0 | Q     |
| 2       | Czechy     | Dušan Kožíšek Martin Koukal            | 17:34,9 | Q     |
| 3       | Słowacja   | Martin Bajčičák Ivan Bátory            | 17:36,1 | Q     |
| 4       | Finlandia  | Keijo Kurttila Lauri Pyykönen          | 17:39,2 | Q     |
| 5       | Kazachstan | Nikołaj Czebot´ko Jewgienij Koszewoj   | 17:42,6 | Q     |
| 6       | Japonia    | Katsuhito Ebisawa Yūichi Onda          | 17:46,6 |       |
| 7       | Estonia    | Priit Narusk Anti Saarepuu             | 18:07,4 |       |
| 8       | Słowenia   | Nejc Brodar Jože Mehle                 | 18:34,4 |       |
| 9       | Ukraina    | Iwan Biłosiuk Witalij Marcyw           | 18:50,4 |       |
| 10      | Chiny      | Tian Ye Li Geiliang                    | 18:57,4 |       |
| 11      | Rumunia    | Zsolt Antal Mihai Galiceanu            | 19:04,3 |       |
| 12      | Turcja     | Sebahattin Oğlago Muhammet Kızılarslan | 19:46,5 |       |
|         | Białoruś   | Siarhiej Dalidowicz Aleksandr Łazutkin | DNF     |       |

Półfinał 2
| Pozycja | Kraj              | Zawodnicy                              | Czas    | Uwagi |
| ------- | ----------------- | -------------------------------------- | ------- | ----- |
| 1       | Norwegia          | Jens Arne Svartedal Tor Arne Hetland   | 17:22,1 | Q     |
| 2       | Rosja             | Iwan Ałypow Wasilij Roczew             | 17:22,2 | Q     |
| 3       | Niemcy            | Jens Filbrich Andreas Schlütter        | 17:22,6 | Q     |
| 4       | Włochy            | Freddy Schwienbacher Giorgio Di Centa  | 17:26,2 | Q     |
| 5       | Polska            | Maciej Kreczmer Janusz Krężelok        | 17:27,1 | Q     |
| 6       | Kanada            | Devon Kershaw George Grey              | 17:31,2 |       |
| 7       | Stany Zjednoczone | Chris Cook Andrew Newell               | 17:54,9 |       |
| 8       | Szwajcaria        | Reto Burgermeister Christoph Eigenmann | 18:00,5 |       |
| 9       | Korea Południowa  | Park Byeong-ju Choi Im-heon            | 19:40,0 |       |
| 10      | Chorwacja         | Damir Jurčević Denis Klobučar          | 19.43,1 |       |
| DSQ     | Austria           | Johannes Eder Jürgen Pinter            | -       |       |
|         | Armenia           | Owannes Sarkisjan Edmond Chaczatrian   | DNF     |       |

### Finał
| Pozycja | Kraj       | Zawodnicy                             | Czas    | Strata  |
| ------- | ---------- | ------------------------------------- | ------- | ------- |
|         | Norwegia   | Thobias Fredriksson Björn Lind        | 17:02,9 | -       |
|         | Niemcy     | Jens Arne Svartedal Tor Arne Hetland  | 17:03,5 | +0,6    |
|         | Rosja      | Iwan Ałypow Wasilij Roczew            | 17:05,4 | +2,5    |
| 4       | Niemcy     | Jens Filbrich Andreas Schlütter       | 17:14,0 | +11,1   |
| 5       | Finlandia  | Keijo Kurttila Lauri Pyykönen         | 17:21,5 | +18,6   |
| 6       | Kazachstan | Nikołaj Czebot´ko Jewgienij Koszewoj  | 17:25,1 | +22,2   |
| 7       | Polska     | Maciej Kreczmer Janusz Krężelok       | 17:26,3 | +23,4   |
| 8       | Słowacja   | Martin Bajčičák Ivan Bátory           | 18:30,9 | +1:28,0 |
| 9       | Włochy     | Freddy Schwienbacher Giorgio Di Centa | 18:31,3 | +1:28,4 |
| 10      | Czechy     | Dušan Kožíšek Martin Koukal           | 18:49,6 | +1:46,7 |